# Cronosaure
El kronosaure (Kronosaurus) és gènere de sauròpsids (rèptils) marins de l'ordre dels plesiosaures. Visqué al període Cretaci, fa uns 120 milions d'anys. Presentava un crani robust que mesurava fins a 2,7 metres de longitud.